# Вьюн (Ленинградская область)
Вьюн — посёлок в Куйвозовском сельском поселении Всеволожского района Ленинградской области.

## История
По данным 1966 и 1973 годов посёлок в составе Всеволожского района не значился.
По данным 1990 года посёлок входил в состав Куйвозовского сельсовета.
В 1997 году в посёлке проживали 13 человек, в 2002 году — 7 человек (русские — 72%), в 2007 году — 3.
До 10 сентября 2007 года, посёлок назывался — ЦНИИЛ, так как в нём находилась полевая лаборатория Центра научных исследований института лесосплава (ЦНИИЛ).
В посёлке ведётся активное коттеджное строительство.

## География
Посёлок расположен в северной части района к востоку от автодороги А121 (Санкт-Петербург — Сортавала — автомобильная дорога Р-21 «Кола») «Сортавала».
Расстояние до административного центра поселения — 20 км.
Посёлок находится на берегу протоки из озера Силанде в озеро Лемболовское.

## Демография
| 2007 | 2010 | 2017 |
| ---- | ---- | ---- |
| 3    | ↘0   | ↗3   |

### Национальный состав
Согласно данным Всероссийской переписи населения 2021 года в посёлке проживали 37 человек, из них:
 русские — 14 человек, остальные национальность не указали.